# Журандир Коррея
Журандир Коррея дос Сантос (порт.-браз. Jurandyr Correia dos Santos; 26 апреля 1913? gо другим данным 1912, Сан-Паулу — 4 марта 1972, Сан-Паулу) — бразильский футболист, голкипер. Один из идолов «Фламенго» 40-х годов.

## Карьера
Журандир начал свою карьеру в клубе «Сан-Бенто» из родного штата Сан-Паулу. Затем несколько месяцев в клубе «Сан-Паулу да Флореста». В 1934 году его пригласил «Флуминенсе», но Журандир не смог адаптироваться в новой команде и проведя лишь восемь игр, в которых пропустил 17 голов, покинул ряды «Флу».
Из «Флуминенсе» Журандир перешёл в клуб «Палестра Италиа». В «Палестре» Журандир быстро стал основным вратарем команды, которой помог в 1936 году выиграть Паулисту.
Во время игры в «Палестре», Журандир обратил на себя внимание тренеров национальной команды, со сборной Журандир, в качестве основного голкипера поехал на Чемпионат Южной Америки 1937, на котором провёл все 5 матчей и дошёл до финала, в котором бразильцы проиграли сборной Аргентины.
Игрой на Южноамериканском первенстве Журандир привлек к себе интерес аргентинских команд, в 1940 году он перешёл в клуб «Феррокариль Оэсте», сыграл 30 встреч, пропустив 63 гола. А через год 4 месяца защищал цвета «Химнасии и Эсгримы», в которую он перешёл из-за сорвавшейся сделки с «Португезой Сантиста», в которую Журандир намеревался перейти. За клуб он сыграл 14 встреч.
В 1942 году Журандир перешёл во «Фламенго» и провёл за команду 5 лет, выиграв три чемпионата Рио, отыграв 107 матчей, в которых пропустил 162 мяча.
Завершал карьеру Журандир в клубе «Комерсиал», куда он перешёл из «Коринтианса», в котором сыграл лишь 16 игр, большую часть матчей Журандир наблюдая со скамейки запасных.

## Достижения
- Чемпион штата Сан-Паулу: 1936
- Серебряный призёр Чемпионата Южной Америки: 1937
- Чемпион штата Рио-де-Жанейро: 1942, 1943, 1944